# Hemosyderoza
Hemosyderoza (ang. hemosiderosis) – patologiczny stan polegający na odkładaniu się hemosyderyny (żelaza zawartego w białkach) w komórkach różnych narządów; zwykle bez uszkodzenia tkanki.
Żelazo trafiające do komórki magazynowane jest normalnie w formie nietoksycznej ferrytyny, a hemosyderyna powstaje w wyniku degradacji jej nadmiaru. Początkowo gromadzi się w komórkach układu fagocytarnego (głównie w śledzionie, szpiku kostnym i komórkach Kupffera w wątrobie), a kiedy są już one nasycone, to odkładanie następuje w innych typach komórek (np. w hepatocytach, miocytach serca, komórkach trzustki), co może doprowadzić niekiedy do poważnych powikłań (marskość wątroby, kardiomiopatia przerostowa, zaburzenia funkcji trzustki).
Hemosyderoza ma wiele przyczyn, obserwuje się ją m.in. u osób:
- z niedokrwistościami hemolitycznymi[1][4]:
  - wrodzonymi (talasemiami[1][4], sferocytozami, niedokrwistościami sierpowatokrwinkowymi,  niedokrwistością hemolityczną w przebiegu choroby Wilsona, fawizmem[potrzebny przypis]);
  - nabytymi (autoimmunologiczną, polekową, mechaniczną, w przebiegu malarii[potrzebny przypis]);
- z niektórymi przewlekłymi stanami zapalnymi: przewlekłym wirusowym zapaleniem wątroby typu C, przewlekłym stanem zapalnym wywołanym zespołem metabolicznym[potrzebny przypis];
- z zaburzeniami magazynowania żelaza[1];
- po wielokrotnych przetoczeniach krwi[1][4];
- z ciężką zastoinową niewydolnością serca z krwawieniami do płuc[3].

Hemosyderoza obserwowana w różnych narządach ciała.
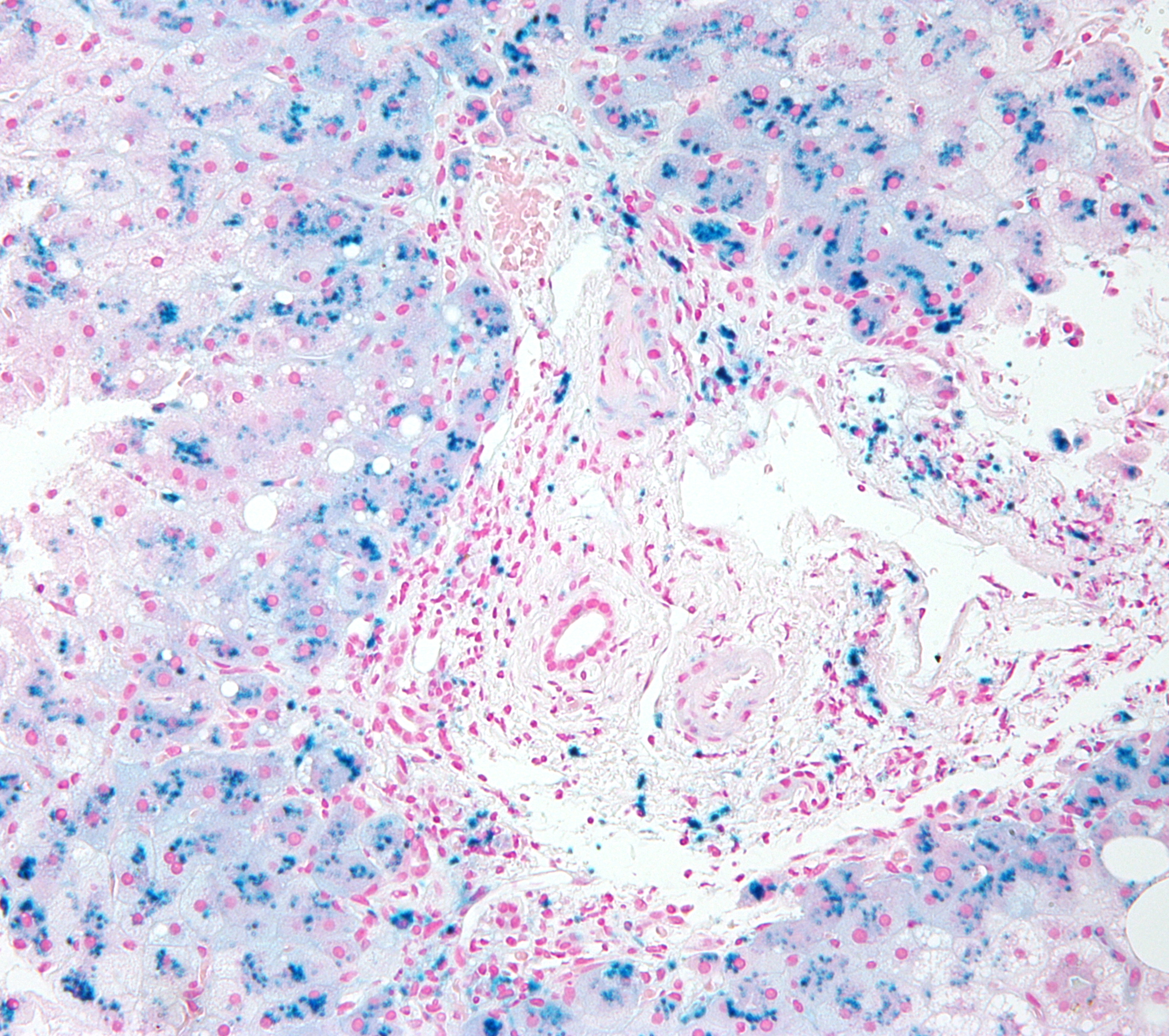
Hemosyderyna (zaznaczona na niebiesko) odłożona w hepatocytach.
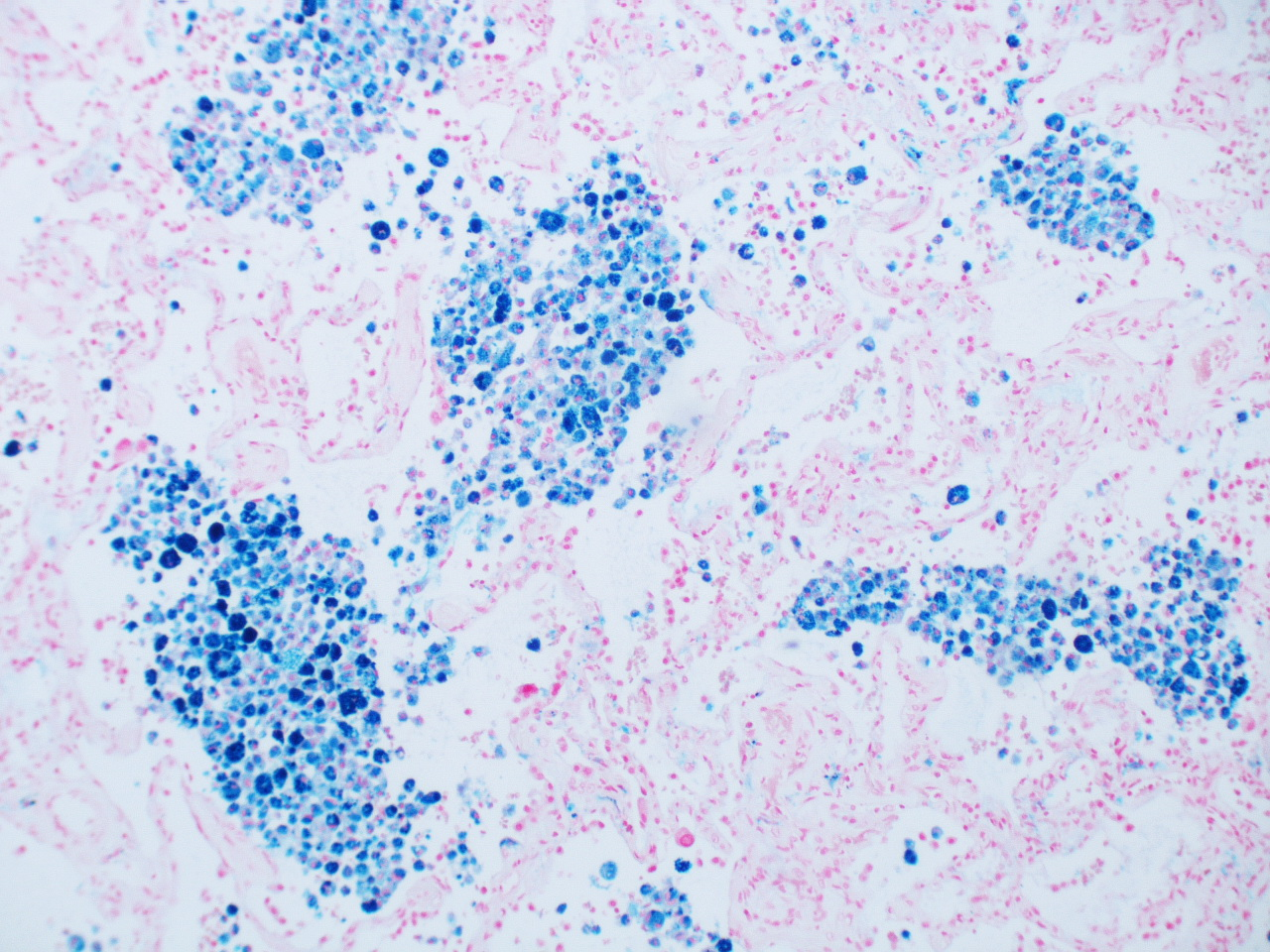
Hemosyderyna wewnątrz pęcherzyków płucnych po krwotoku płucnym (w wyniku choroby zarostowej żył płucnych).
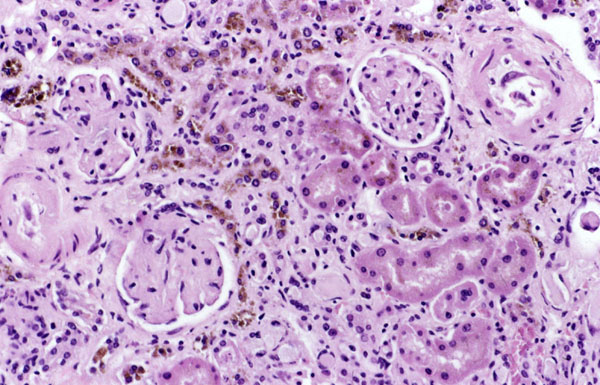
Złogi hemosyderyny w nerkach.
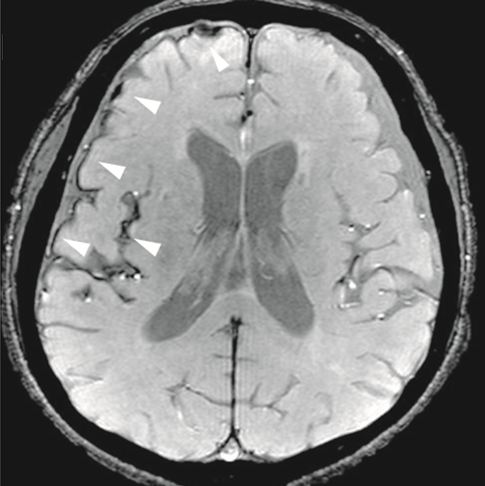
Złogi hemosyderyny wzdłuż wypukłości mózgu, powstałe w wyniku pourazowego krwotoku podpajęczynówkowego.

## Hemosyderoza Bantu
Jest to typ hemosyderozy niezwiązanej z genem HFE (tj. posiadaniem zmutowanego allelu). Członkowie ludów Bantu z Afryki Południowej wytwarzali alkohol w żelaznych naczyniach (fermentacja w blaszanych beczkach). Wysoka i długotrwała konsumpcja tak wyprodukowanego napoju powodowała u członków tego plemienia zwiększoną akumulację żelaza w organizmie.